# Festival de Cannes 2024
A 77.ª edição anual do Festival de Cannes aconteceu do dia 14 ao dia 25 de maio de 2024. A cineasta e atriz americana Greta Gerwig foi quem presidiu o juri da competição principal. O cineasta americano Sean Baker venceu a Palma de Ouro, prêmio máximo do festival, com seu filme de comédia/drama Anora, estrelado por Mikey Madison.
O poster oficial, do designer Hartland Villa, contém um imagem do filme Rapsódia em Agosto (1991) do diretor Akira Kurosawa, filme que foi um dos selecionados para a edição de 1991 do Festival de Cannes. A atriz francesa Camille Cottin foi a anfitriã das cerimônias de abertura e encerramento.
Durante essa edição do festival, três Palmas de Ouro Honorárias foram entregues: a primeira, durante a cerimônia de abertura, para a lendária atriz Meryl Streep; a segunda foi para o Studio Ghibli, famoso estúdio de animações japonês; e a terceira e última, entregue durante a cerimônia de encerramento, foi para George Lucas, criador da franquia Star Wars.
Alguns dias antes do festival começar, membros da organização francesa convocaram uma greve geral. Mais tarde, o grupo Sous les écrans la dèchefoi (A probreza por trás das telonas) expôs a precariedade que os funcionários do festival tinham que passar.
Após o anúncio da seleção do filme A Semente do Fruto Sagrado para a competição oficial, o cineasta iraniano Mohammad Rasoulof foi sitenciado a oito anos de prisão mais açoitamento e teve suas propriedades confiscadas, após ser acusado de estar fazendo propaganda contra seu próprio governo. O elenco e toda a equipe do filme foi interrogada e pressionada pelo governo iraniano para convencerem Rasoulof a retirar o filme do festival. Pouco depois, Rasoulof conseguiu fugir do Irã para a Europa, junto com outros membros da produção do filme. Eles conseguiram estar presentes na cerimônia de estréia do filme no dia 24 de maio. No tapete vermelho do festival, Rasoulof segurava fotos das estrelas Soheila Golestani e Missagh Zareh, que não conseguriam sair do Irã para a premier do filme pois tiveram seus passaportes confiscados. Após a exibição, o filme foi ovacionado por 12 minutos, tempo que foi usado pelo diretor e equipe presente para protestar em favor da luta das mulheres iranianas por direitos iguais.
O filme que abriu o festival foi Le Deuxième Acte, dirigido por Quentin Dupieux.